# Universel (album)
Pour les articles homonymes, voir Universel.
Albums de 113
113 Degrés
(2005)
Universel est le quatrième album studio du groupe de rap français 113, sorti en 2010. 
Interviennent dessus également Magic System, Amel Bent, Cheb Bilal, Benjamin Biolay, Flavor Flav et Wealstarr. L'album devait sortir le 25 octobre 2010, mais il sera repoussé au 6 décembre 2010. Trois titres seront clipés, afin de promouvoir l'album, dont We be hot avec Flavor Flav, Une prise et Dinguerie.

## Liste des titres
| No  | Titre                                         | Auteur                                  | Producteur(s)                 | Durée |
| --- | --------------------------------------------- | --------------------------------------- | ----------------------------- | ----- |
| 1.  | Une prise                                     | Brahmi, Duport                          | Sulee B Wax                   | 4:21  |
| 2.  | Accelère                                      | Brahmi, Duport, Traoré                  | The Titans                    | 4:50  |
| 3.  | Dinguerie                                     | Brahmi, Duport, Traoré                  | Blastar                       | 3:29  |
| 4.  | On pense à vous (featuring Amel Bent)         | Brahmi, Duport, Amel Bent               | Demon                         | 4:12  |
| 5.  | Dubaï (featuring Cheb Bilal)                  | Brahmi, Duport, Cheb Bilal              | Wealstarr                     | 3:15  |
| 6.  | Aïe Aïe Aïe                                   | Brahmi, Duport                          | Marc Jouanneaux (Animalsons)  | 5:00  |
| 7.  | Texas Hold'Em (featuring Benjamin Biolay)     | Brahmi, Duport, Biolay                  | Blastar                       | 4:03  |
| 8.  | Canicule                                      | Brahmi, Duport, Traoré                  | Wealstarr                     | 3:49  |
| 9.  | On va décoller (featuring Magic System)       | Brahmi, Duport, Traoré, A'salfo         | Skalpovich                    | 3:50  |
| 10. | Demain j'arrête                               | Brahmi, Duport                          | Oz Touch pour Street Fabulous | 4:18  |
| 11. | C'est qui le gros ?                           | Brahmi, Duport                          | DJ Ken Keny                   | 3:28  |
| 12. | A l'ancienne                                  | Brahmi, Duport, Traoré                  | Skalpovich                    | 3:54  |
| 13. | Bledi                                         | Brahmi                                  | Skalpovich                    | 3:37  |
| 14. | G.A.V.                                        | Brahmi, Duport, Traoré                  | Farhad Samadzada              | 4:23  |
| 15. | We be hot (featuring Flavor Flav & Wealstarr) | Brahmi, Duport, Traoré, Olwago, Sheperd | Wealstarr                     | 3:26  |
| 16. | J'ai besoin de ça                             | Brahmi, Duport                          | Alex Yim                      | 5:06  |

### Crédits
Les crédits sont adaptés depuis Discogs

#### Interprètes
- Chant : Brahmi (13), Brahmi & Duport (1, 4, 5, 6, 7, 10, 11, 12, 16), Brahmi, Duport & Traoré (2, 3, 8, 9, 14, 15), Amel Bent (4), Cheb Bilal (5), Benjamin Biolay (7), Magic System (9), Flavor Flav (15)
- Chœurs : Indila (12), Nassi (13)

#### Équipe de production
- Coordination artistique : Manu Key, 113
- Enregistré par : Mooch et Trackavelic, Nicolas Sacco, François Gauthier, Adrien Dumont, Pierre Schmidt
- Producteur exécutif : Benjamin Chulvanij et Sylvain Gazaignes
- Artwork et Photographie : Fifou
- Mastering : Eric Chevet
- Mixage : Eric Chevet, Mooch